# USS Donald Cook (DDG-75)
USS Mahan (DDG-72) je torpédoborec Námořnictva Spojených států amerických. Jedná se o dvaadvacátou postavenou jednotkou třídy Arleigh Burke.

## Výzbroj

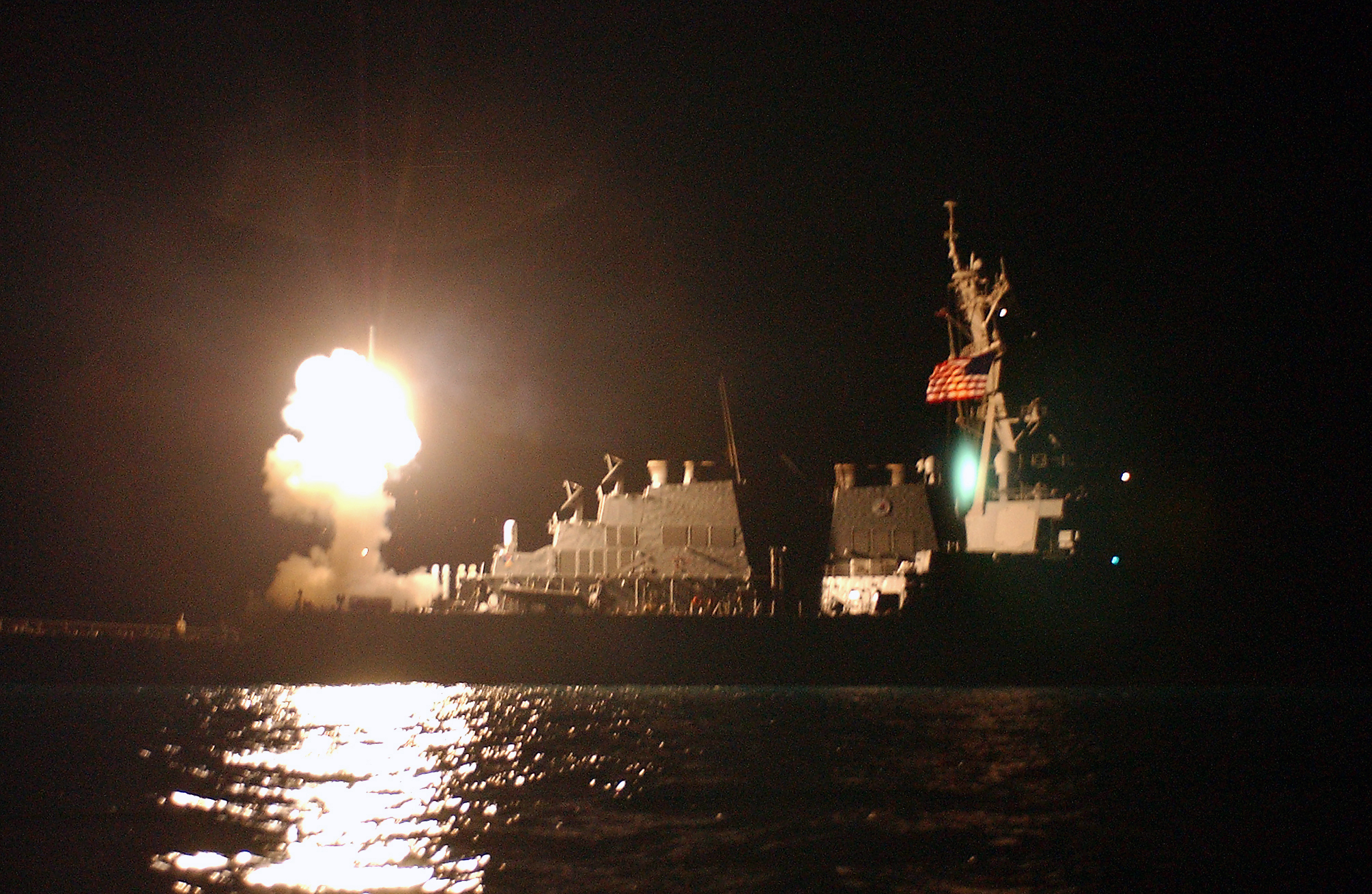
USS Donald Cook při odpalu střely s plochou dráhou letu BGM-109

Donald Cook je vyzbrojena dvěma čtyřnásobnými vypouštěcími zařízeními Mk 141 pro protilodní střely RGM-84 Harpoon a dvěma vertikální odpalovacími systémy Mk 41 pro střely s plochou dráhou letu BGM-109 Tomahawk TLAM, protiponorkové rakety RUM-139 VL-ASROC, protiletadlové řízené střely SM-2 a SM-3. Dále je torpédoborec vybaven jedním 127mm lodním kanónem Mk 45, dvěma 25mm automatickými kanóny M242 Bushmaster, dvěma 20mm systémy blízké obrany Phalanx, čtyřmi 12,7mm kulomety M2HB a dvěma trojitými torpédomety Mk 32 pro 324mm torpéda Mk 46.

## Služba

### 10. léta 21. st.

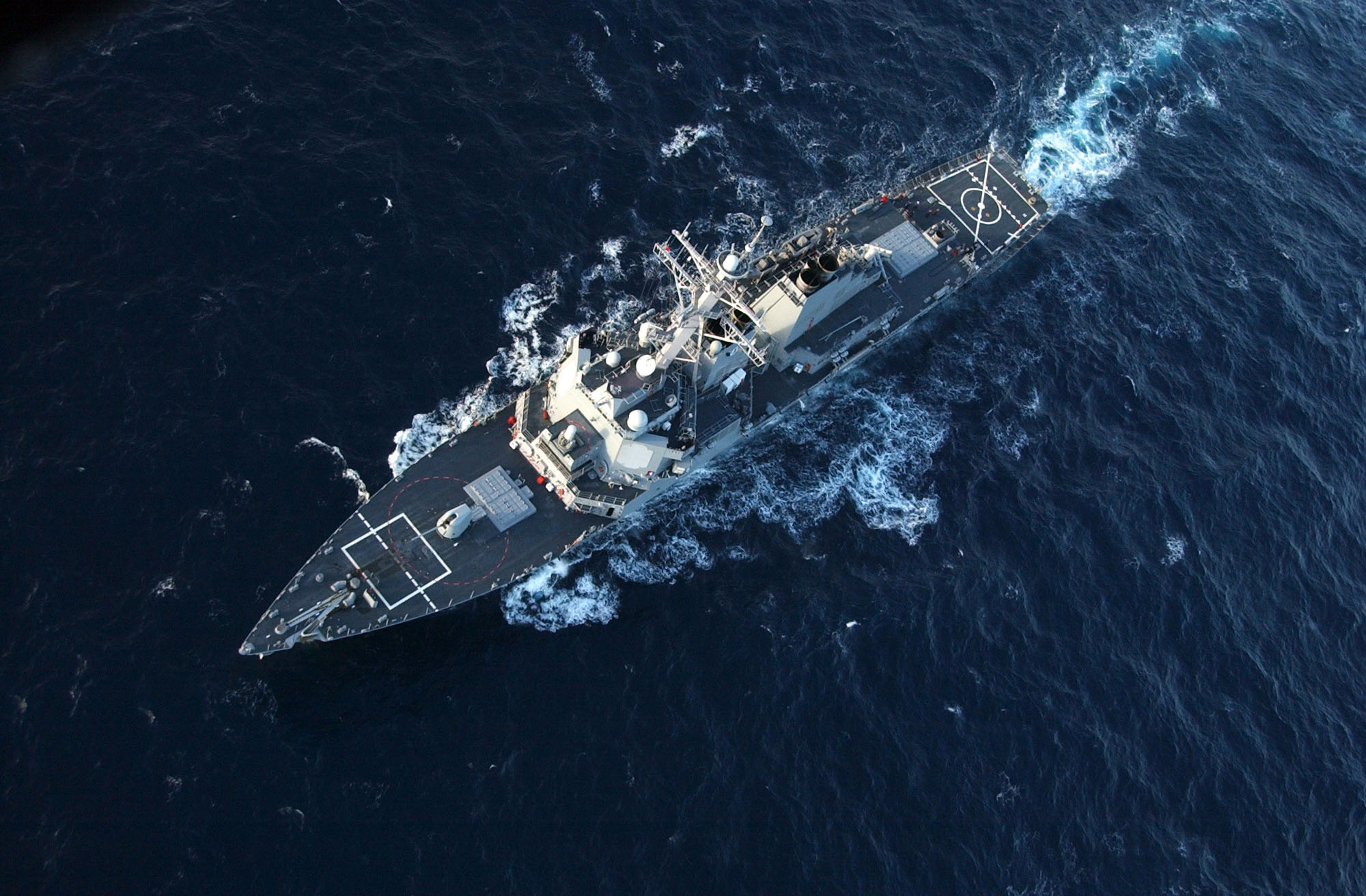
USS Donald Cook ve Středozemním moři

Dne 24. února 2012 bylo USS Donald Cook uděleno ocenění Battle Efficiency „E“ za rok 2011. Dne 9. dubna 2014 potvrdili američtí vojenští představitelé vyslání torpédoborce Donald Cook do Černého moře, krátce po ruské anexi Krymu a uprostřed proruských nepokojů na Ukrajině. V oficiálním prohlášení amerického ministerstva obrany se uvádělo, že posláním plavidla je „ujistit spojence v NATO a partnery v oblasti Černého moře o americkém závazku pracovat na dosažení společných cílů v regionu“. Dne 10. dubna 2014 válečná loď údajně vplula do Černého moře. 12. dubna 2014 neozbrojený ruský bombardér Su-24 Fencer během hlídky v západní části Černého moře provedl 12 průletů nad Donald Cook v těsné blízkosti. Podle tvrzení mluvčího Pentagonu „letoun nereagoval na několik dotazů a varování ze strany USS Donald Cook (DDG-75) a akce skončila bez incidentu přibližně po 90 minutách“. Dále se Donald Cook dokáže více než dobře bránit dvojici letounů Su-24. V roce 2014 ruská státní média přinesla sérii zpráv, které nepravdivě tvrdily, že během tohoto incidentu Su-24, vybavený systémem elektronického boje Khibiny, vyřadil bojové systémy Aegis. Tuto dezinformaci později převzal britský bulvární deník The Sun a stanice Fox News a později ji jako ruskou propagandu uvedl deník The New York Times.
Dne 14. dubna 2014 navštívil Donald Cook rumunské město Constanța, kde si loď prohlédl rumunský prezident Traian Băsescu. Donald Cook poté provedla různá cvičení společně s Rumunským námořnictvem, než 24. dubna 2014 vyplula z Černého moře. Dne 26. prosince 2014 podle amerického námořnictva torpédoborec podruhé vplul do Černého moře, aby ujistil a demonstroval odhodlání USA úzce spolupracovat se spojenci v NATO. Dne 28. prosince 2014 se Donald Cook zúčastnil cvičení s Tureckým námořnictvem, včetně doplňování zásob za plavby a dalších cvičení s fregatou TCG Fatih (F-242) třídy Yavuz. Dne 8. ledna 2015 loď navštívila bulharské město Varna. Dne 11. ledna 2015 se také zúčastnila cvičení s lodí Ukrajinského námořnictva Hetman Sahajdačnyj a poté 14. ledna 2015 odplula z Černého moře.
Ve dnech 11. a 12. dubna 2016 provedly dva ruské bitevní letouny Su-24 několik přeletů v malé výšce nad lodí Donald Cook, zatímco loď prováděla cvičení s polským vrtulníkem v mezinárodních vodách Baltského moře, 130 km od Kaliningradu. Ruský protiponorkový vrtulník Ka-27 Helix rovněž sedmkrát kroužil nad torpédoborcem. Americké námořnictvo zveřejnilo 14. dubna fotografie a videozáznamy incidentu a americká vláda podala stížnost ruské vládě. V reakci na komentář amerického ministra zahraničí k incidentu, který uvedl, že „podle pravidel nasazení to mohlo být sestřelení“, úředník ruské Rady federace Igor Morozov prohlásil, že USA se k incidentu vyjádřily a podobně „by měli vědět, že se USS Donald Cook přiblížila k našim hranicím a možná už není schopna tyto hranice opustit.“

### 20. léta 21. st.
Dne 23. února 2020 Donald Cook vplul do Černého moře, což bylo posedmé, kdy americká loď v roce 2020 vplula do Černého moře. Během pobytu v Černém moři loď prováděla běžné námořní bezpečnostní operace. USS Arleigh Burke (DDG-51) opustil 26. března námořní stanici Norfolk, aby nahradila Donald Cook jako jeden z předsunutých torpédoborců umístěných ve španělské Rotě. Novým domovským přístavem Donald Cook se stala námořní stanice Mayport.
Dne 25. dubna 2022 se loď po tříměsíčním nasazení vrátila do Mayportu.